# سارتکه
سارتکه، روستایی است از توابع بخش مرکزی شهرستان سردشت استان آذربایجان غربی ایران.

## جمعیت
این روستا در دهستان گورک سردشت قرار داشته و بر اساس سرشماری سال ۱۳۸۵ جمعیت آن ۳۰۴ نفر (۴۷ خانوار)
بوده‌است.